# Anchusa crispa
Anchusa crispa е вид растение от семейство Грапаволистни (Boraginaceae). Видът е застрашен от изчезване.

## Разпространение
Разпространен е във Франция и Италия.